# Aeródromo de Garray
El aeródromo de Garray es una pequeña instalación aeronáutica situada en el término municipal de Garray (Soria), a escasos kilómetros de la capital.

## Historia

### Diseño y construcción (2003-2008)
En marzo de 2003 la Diputación Provincial de Soria aprobó el proyecto de aeródromo en Garray, cuyas obras se iniciaron en el mes de abril, con la intención de finalizarlas en ese mismo año, con una inversión de 1 360 485 euros.
En noviembre de 2005 se adjudicó a la empresa Escuela de Formación Aeronáutica AIRMAN, con sede en Madrid y Málaga, y una flota de 11 aeronaves, quien manifestó que era una ubicación idónea y muy competitiva de cara al desarrollo de Soria.
Antonio Yepes, director general de la empresa concesionaria del aeródromo de entonces, presentó un macroproyecto que incluía la construcción de un aeropuerto, por parte de Airman S.L, que permitiría desarrollar la vigilancia del espacio aéreo, tal y como contrató la Asociación de Avionetas del Moncayo (Avimon), a mediados del mes de junio de 2006.
Este proyecto constaba de un plan de suministro que incluía la construcción de un hangar de 1800, la instalación de un sistema de aterrizaje por instrumentos, un sistema de orientación de aeronaves y de orientación e indicación de distancia. Este proyecto volvió a tomar otra vez consistencia gracias al C.D. Numancia de Soria que al haber ascendido de categoría sería apropiado utilizarlo para sus desplazamientos más lejanos, aunque no se ha llegado a realizar ninguna inversión más desde que se inaugurara en el año 2004.
Yepes se mostró ilusionado con la posibilidad de crear una línea aérea comercial de carga entre Numancia-Garray, Zaragoza y Vitoria, que permitiría establecer, según expresó, conexiones con los principales centros de carga. Por ello, especificó, Airman contaría con dos aviones cargueros y convertibles a pasaje en un tiempo no superior a cuatro horas.
En enero de 2007, la adjudicataria presentó un proyecto para ampliar el aeródromo con la intención de que pudieran aterrizar aviones ATR-72 de carga con un peso de más de 22 t y una capacidad para 70 pasajeros, con importantes mejoras técnicas, lo que haría del aeródromo de Garray un punto de referencia. Actualmente[cita requerida] ofrece servicios de escuela de autogiros y la de pilotos de Airman. 
Desde su inauguración, el Club deportivo Millaerea, gestor de la primera escuela de autogiros española, ubicó su sede permanente en este aeródromo, ofreciendo servicios de escuela de vuelo de autogiros y paseos turísticos[cita requerida].

### Airman, Álamo Aviación, Airpull Aviation (2008-2023)
En el año 2008 se celebró una etapa de la Vuelta a España aérea, lo que supuso la llegada de más de 20 avionetas y de un CASA C-295M que tomó tierra en el aeródromo y es hasta la fecha el avión más grande que ha aterrizado. Además, en agosto, la CTVA trajo su espectáculo a Soria, y durante tres días el aeródromo incrementó su actividad al reunir en él más de 50 aeronaves.
En marzo de 2009, Airman cede la concesión de la explotación a la empresa Álamo Aviación, con sede en Madrid.
A finales de 2013 la gestión del aeródromo pasa a manos de la empresa valenciana Airpull Aviation, propietaria también del aeródromo de Requena (LERE), Valencia, con el objetivo de impulsar la aviación general en la región así como por su entorno ideal para actividades al aire libre.
El lunes 29 de marzo de 2021, se celebró el acto de bienvenida oficial a cuatro Hércules C-130 del Ejército del Aire. Las aeronaves serían adquiridas por Blue Aerospace y permanecerían en el aeródromo en aparcamiento y conservación para su venta.
En 2023 la empresa Airpull retiró la escuela de vuelo acrobático de Garray por quejas de los vecinos de la zonay para octubre de 2023 deja de contar con Garray entre sus aeródromos

### Uso por el Ministerio de Defensa (2023~en adelante)
En octubre de 2023 se aprueba la ampliación de pistas para el uso por el Ministerio de Defensa y el aterrizaje de aparatos de mayor  tamaño.
En octubre de 2024, la BRIPAC realiza operaciones de adiestramiento en la provincia de Soria, del  16 al  19 del del mismo en el aeródromo.